# 창안 스즈키
창안 스즈키(영어: Changan Suzuki)는 중국 충칭시에 본사를 둔 창안 자동차와 스즈키 간의 합작 투자 회사였다.